# Commission occulte
 (août 2012).
Si vous disposez d'ouvrages ou d'articles de référence ou si vous connaissez des sites web de qualité traitant du thème abordé ici, merci de compléter l'article en donnant les références utiles à sa vérifiabilité et en les liant à la section « Notes et références ».
Les commissions occultes, lorsqu'illégales, par exemple dans le cadre de l'obtention d'un marché public, sont versées en argent liquide ou par le biais de fausses factures émises par des sociétés écrans, à activité plus ou moins fictive. 
Les fausses factures sont émises en contrepartie de prestations fictives, comme des expertises fictives à l'origine de rapports fictifs. Cette commission occulte peut également prendre la forme d'un emploi fictif pour soi-même ou un tiers, par exemple un autre membre de la famille. Cette technique est employée par la pègre ou par des partis politiques, pour financer leur activité ou rémunérer illégalement certains de leurs membres.
Mondialisation oblige, les commissions occultes sont de plus en plus fréquemment versées dans un paradis fiscal par l'intermédiaire de sociétés écrans, souvent de droit panaméen.  En Suisse par exemple, des centaines de sociétés fiduciaires gèrent des milliers de sociétés panaméennes pour des milliers d'ayants droit anonymes. Les retraits se font en argent liquide au guichet de la banque ou par une simple carte de crédit au nom de la société panaméenne.